# Daniel Mojon
Daniel Mojon (født d. 29. juli 1963 i Bern, Schweiz) er en schweizisk øjenlæge, der anses for at være opfinderen af den minimalt invasive skelekirurgi (MISS).

## Karriere
Daniel Mojon, som er søn af kunsthistorikeren Luc Mojon, studerede medicin ved Universitetet i Bern (en) og ved Columbia University i New York, USA. Han har haft ledende stillinger ved Universitetsøjenklinikken i Bern og ved øjenafdelingen på Kantonshospitalet i St. Gallen. På Universitetshospitalet i Bern (Inselspital) var han overlæge for afdelingen for strabismologi og neurooftalmologi (en) samt leder af Glaukomambulatoriet. Han stod i spidsen for laboratorierne for eksperimentel okulografi ved oftalmologisk klinik på Kantonshospitalet i St. Gallen. Han opnåede postdoktoral undervisningskvalifikation ved Universitetsøjenklinikken i Bern i 2000. Siden da har Mojon undervist ved Universitetet i Bern, hvor han blev udnævnt til æresprofessor i 2007. Han er desuden tilknyttet som konsulent til Øjenklinikken på Johannes Kepler Universitetet i Linz. I 2012 fratrådte han sin stilling på Kantonshospitalet i St. Gallen for at hellige sig privat forskning og praksis. Mojon er gift med Stefania Mojon-Azzi, som er sundhedsøkonom.

## Videnskabeligt arbejde
De psykosociale aspekter af skelen er et centralt fokusområde i Mojons videnskabelige forskning. Han har i flere studier påvist, i hvilket omfang patienter med skelen er stillet dårligere og stigmatiseres i hverdagen. Siden 1990’erne har han været specialiseret i behandling af skelen og har desuden udviklet den minimalt invasive skelekirurgi (MISS), hvor conjunctiva åbnes gennem meget små snit på blot to til maksimalt tre millimeter – i modsætning til den konventionelle Harms’ limbale åbningsteknik eller Parks’ fornix-teknik. Ti år efter introduktionen er metodens sikkerhed og den hurtigere rehabilitering efter en sådan operation bredt anerkendt. Dog er det blevet vanskeligere for kirurgen at lære og udføre den end konventionel skelekirurgi, som typisk indebærer snit på over én centimeter.
Mojon har introduceret andre minimalt invasive kirurgiske teknikker i øjenkirurgien: den såkaldte VIP-teknik (viskoelastisk og irrigationsbaseret trykteknik) til operation for grå stær (en) samt dyb sclerokeratodissektion til kirurgisk behandling af glaukom. Glaukom er et andet fokusområde i Mojons forskning. Sammen med sin forskergruppe har han blandt andet påvist den tætte sammenhæng mellem søvnapnøsyndromet og denne udbredte øjensygdom.
Mojon grundlagde i 2016 Det Schweiziske Akademi for Oftalmologi sammen med en række schweiziske øjenlæger (herunder Dietmar Thumm, Albert Franceschetti og Carl Herbort). Fondens formål er aktivt at fremme kvalitetssikring, forskning og efteruddannelse inden for praktisk oftalmologi. I september 2018 blev Mojon den første schweiziske øjenlæge, som holdt hovedtale ved en DOG-konference (Deutsche Ophthalmologische Gesellschaft) om minimalt invasiv øjenkirurgi (en) Hans innovative bidrag til kirurgisk oftalmologi – og især for opfindelsen af MISS – betød, at han i april 2019 blev hædret med et æresforedrag ved University of Torontos Jack Crawford Day. I november 2020 anerkendte American Academy of Ophthalmology (en) (AAO) ham som “Unsung Hero” – dvs. en innovator inden for moderne øjenkirurgi, som endnu ikke har opnået fuld anerkendelse. Mojon er initiativtager til en international kongres for kirurger, som udfører operationer for grå stær, og som første gang blev afholdt i Zürich i oktober 2023.

## Publikationer (udvalg)
- Gerste Ronald D (2019): “Daniel Mojon – Pionier der Minimally Invasive Strabismus Surgery (MISS), Schielen ist auch ein Stigma”, in: Schweizerische Ärztezeitung, 100(9), pp. 317-8.
- Mojon Daniel, Fine Howard (Eds.): “Minimally Invasive Ophthalmic Surgery”, Springer, Berlin, 2010, ISBN 978-3-642-02601-0.
- Mojon DS (2016): “Früherkennung und Behandlung des Strabismus”, in: Therapeutische Umschau, 73, pp. 67-73.
- Mojon-Azzi SM, Mojon DS (2007): “Opinion of Headhunters about the Ability of Strabismic Subjects to obtain Employment”, in: Ophthalmologica, 221, pp. 430-3.
- Mojon-Azzi SM, Kunz A, Mojon DS (2011): “Strabismus and Discrimination in Children: are Children with Strabismus invited to Fewer Birthday Parties?” in: Br J Ophthalmol. 95, pp. 473-6.
- Kaup M, Mojon-Azzi SM, Kunz A, Mojon DS (2011): “Intraoperative Conversion Rate to a Large, Limbal Opening in Minimally Invasive Strabismus Surgery (MISS)”, in: Graefe’s Arch Clin Exp Ophthalmol. 249, pp. 1553-7.
- Mojon DS (2007): “Comparison of a New, Minimally Invasive Strabismus Surgery Technique with the Usual Limbal Approach for Rectus Muscle Recession and Plication”, in: Br J Ophthalmol. 91, pp. 76-82.
- Mojon DS (2008): “Minimally Invasive Strabismus Surgery for Horizontal Rectus Muscle Reoperations”, in: Br J Ophthalmol. 92, pp. 1648-1652.
- Mojon DS (2015): “Minimally Invasive Strabismus Surgery”, in: Eye (Lond). 29, pp. 225-233. doi:10.1038/eye.2014.281. Epub 2014 Nov 28.